# سامسونگ گلکسی جی۶
سامسونگ گلکسی جی۶ (که در برخی بازارها مانند هند On6 نیز نامیده می‌شود) یک تلفن هوشمند اندرویدی است که توسط سامسونگ الکترونیکس ساخته شده‌است. این گوشی جانشین سامسونگ گلکسی جی۵ پرو به‌حساب می‌آید و به همراه سامسونگ گلکسی جی۴ و سامسونگ گلکسی جی۸ در ۲۲ مه ۲۰۱۸ معرفی و در همان روز به بازار عرضه شد.
گلکسی جی۶ اولین گوشی از خانوادهٔ جی سامسونگ است که طراحی تقریباً بدون حاشیه دارد و دارای نمایشگر سوپر امولد با نسبت تصویر ۱۸٫۵ به ۹ است.
این گوشی دارای طراحی سخت‌افزاری و ویژگی‌های نرم‌افزاری مشابه با همتای رده بالای خود، سامسونگ گلکسی آ۶ است.
جی۶ بعدها جای خود را به سامسونگ گلکسی جی۶ پلاس داد که نمایشگر بزرگ‌تری داشت؛ اما نمایشگر آن نه از نوع سوپر امولد، که از نوع ال‌سی‌دی بود.
جی۶ دارای حسگر مجاورتی و شتاب سنج و فاقد حسگر نور محیط یا ژیروسکوپ است.